# 아무튼 출근
《아무튼 출근》은 2021년 3월 2일부터 동년 11월 16일까지 MBC TV에서 방송된 예능 프로그램이다.

## 기획 의도
'직장인 브이로그' 형식을 이용해 요즘 시대 사람들의 다양한 밥벌이와 함께 그들의 직장 생활을 엿보는 '남의 일터 엿보기' 프로그램이다.

## 방송 일정
| 방송 채널 | 방송 시즌 | 방송 기간                          | 방송 시간                           | 비고      |
| --------- | --------- | ---------------------------------- | ----------------------------------- | --------- |
| MBC TV    |           | 2020년 8월 3일 ~ 2020년 8월 10일   | 매주 월요일 밤 9시 30분 ~ 11시 5분  | 시범 편성 |
| MBC TV    |           | 2021년 3월 2일 ~ 2021년 6월 15일   | 매주 화요일 밤 9시 20분 ~ 10시 40분 | 정규 편성 |
| MBC TV    | 1         | 2021년 6월 22일 ~ 2021년 11월 16일 | 매주 화요일 밤 9시 ~ 10시 30분      |           |

### 추가 채널
- MBC 에브리원
- MBC 드라마넷
- 디스커버리 채널[A]

## 역대 출연자

### 현재 출연자
| 역대 | MC                     | 방송 기간                         | 방송 회차  | 비고   |
| ---- | ---------------------- | --------------------------------- | ---------- | ------ |
| 1대  | 황광희, 박선영, 김구라 | 2021년 3월 2일 ~ 2021년 11월 16일 | 1회 ~ 32회 | 32부작 |
| 2대  |                        |                                   |            |        |

### 게스트
- 장성규
- 윤두준
- 이규빈

## 에피소드 목록

### 2021년
| 회차   | 방송일    | 밥벌이 (직업 이름)                                                                        | 비고 |
| ------ | --------- | ----------------------------------------------------------------------------------------- | ---- |
| 1회    | 3월 2일   | 은행원 이소연, 엔지니어 천인우, 공항철도 기관사 심현민                                    |      |
| 2회    | 3월 9일   | 공항철도 기관사 심현민, 목수 이아진, 기자 남형호                                          |      |
| 3회    | 3월 16일  | 대형마트 과일바이어 이진표, M사 총괄셰프 최현정                                           |      |
| 4회    | 3월 23일  | 소방관 이창준, 빵집 전무이사 신경철                                                       |      |
| 5회    | 4월 6일   | 의대생 이도원, 프로야구 매니저 최혁근                                                     |      |
| 6회    | 4월 13일  | 소아치과의사 주기훈, 블록회사 마케터 차홍일                                               |      |
| 7회    | 4월 20일  | 캐릭터 디자이너 권순호, 카드회사 대리 이동수, 국가대표 서퍼 문리나                        |      |
| 8회    | 4월 27일  | 국가대표 서퍼 문리나, 집배원 한창훈, 야생동물 수의사 임승효                               |      |
| 9회    | 5월 4일   | 자동차 연구원 박세훈, 화장품 BM 이새봄                                                    |      |
| 10회   | 5월 11일  | 백화점 지원 팀장 장환석, 밀키트 떡뽂이 윤형권&김강민                                      |      |
| 11회   | 5월 18일  | 영화 마케터 나예은, 광고 아트디렉터 최인철, 남극 월동대원 박지강                          |      |
| 12회   | 5월 25일  | 남극 월동대원 박지강, 초등교사 김한이                                                     |      |
| 13회   | 6월 1일   | 타이어 디자이너 김아름, 애널리스트 김소원, 챗봇서비스기획자 정다은                        |      |
| 14회   | 6월 8일   | 챗봇서비스기획자 정다은, 게임회사아트 팀장 양영재, 교통경찰 정종훈                        |      |
| 15회   | 6월 15일  | 스타일리스트 이주은, MBC 예능 PD 김기호                                                   |      |
| 16회   | 6월 22일  | 콘텐츠 수급 매니저 최문석, 라면 수프 연구원 이강희, 카드회사 대리 이동수                  |      |
| 17회   | 6월 29일  | 역사 일타강사 이다지, 항공사 부기장 김연경                                                |      |
| 18회   | 7월 6일   | 카페사장 임송, 정유회사 직원 김윤종, 기상청 예보관 전일봉                                 |      |
| 19회   | 7월 13일  | 사진작가 부부 김창규&차은서, 중장비 오퍼레이터 황충원                                     |      |
| 20회   | 7월 20일  | 9급 공무원 이진서, 해양경찰 특공대원 김민수, 독일성당 칸토린 조아름                       |      |
| 21회   | 8월 10일  | 독일성당 칸토린 조아름, 테마파크 공연기획 감독 유상근, 주류회사 팀장 유꽃비               |      |
| 22회   | 8월 17일  | 온라인 패션 MD 안지수, 5성급 호텔 셰프 문지훈, 형사 사건 전문변호사 안지수                |      |
| 23회   | 8월 31일  | 형사 사건 전문변호사 안지수, MBC 미주기자 홍지은, 장례지도사 권민서                       |      |
| 24회   | 9월 7일   | 약사 한성원, 라이브 커머스PD 박영일, 건설소장 송은혜                                      |      |
| 25회   | 9월 14일  | 건설소장 송은혜, 제철소 엔지니어 김현수, 공인노무사 차연수                                |      |
| 26회   | 9월 28일  | 가발디자이너 김한솔, 신약개발 연구원 백지수, 가이드 작가 부부 류재선 & 김민주             |      |
| 27회   | 10월 5일  | 시내버스 기사 이수호, 교도관 류호기                                                       |      |
| 28회   | 10월 12일 | 인테리어 디자이너 남형우,회계사 김동욱, 가이드작가 부부 류재선&김민주                     |      |
| 29회   | 10월 19일 | 배달 로봇 개발자 박진용, 파일럿&부동산중개사 서수지, 프랑스 세종학당 한국어 선생님 김하니 |      |
| 30회   | 10월 26일 | 프랑스 세종학당 한국어 선생님 김하니, 건강 기능 식품 최성은, 웹툰작가 전선욱              |      |
| 31회   | 11월 9일  | 모델 신현지, 국가대표 통역사 최윤지,축산물 평가사 이유리                                  |      |
| 최종회 | 11월 16일 | 모델 신현지, 화물 투럭거 김도형, 속옷회사 김재호                                          |      |

## 시청률

### 2021년
| 회차 | 방송일    | AGB 시청률      |
| 회차 | 방송일    | 대한민국 (전국) |
| ---- | --------- | --------------- |
| 1    | 3월 2일   | 2.4%            |
| 1    | 3월 2일   | 3.9%            |
| 2    | 3월 9일   | 2.3%            |
| 2    | 3월 9일   | 3.7%            |
| 3    | 3월 16일  | 2.7%            |
| 3    | 3월 16일  | 3.2%            |
| 4    | 3월 23일  | 2.5%            |
| 4    | 3월 23일  | 2.8%            |
| 5    | 4월 6일   | 2.3%            |
| 5    | 4월 6일   | 2.6%            |
| 6    | 4월 13일  | 2.4%            |
| 6    | 4월 13일  | 3.2%            |
| 7    | 4월 20일  | 2.1%            |
| 7    | 4월 20일  | 2.5%            |
| 8    | 4월 27일  | 1.9%            |
| 8    | 4월 27일  | 2.7%            |
| 9    | 5월 4일   | 2.7%            |
| 9    | 5월 4일   | 2.6%            |
| 10   | 5월 11일  | 1.4%            |
| 10   | 5월 11일  | 2.1%            |
| 11   | 5월 18일  | 2.0%            |
| 11   | 5월 18일  | 2.8%            |
| 12   | 5월 25일  | 2.0%            |
| 12   | 5월 25일  | 2.3%            |
| 13   | 6월 1일   | 3.0%            |
| 13   | 6월 1일   | 3.8%            |
| 14   | 6월 8일   | 2.0%            |
| 14   | 6월 8일   | 2.8%            |
| 15   | 6월 15일  | 2.9%            |
| 15   | 6월 15일  | 4.1%            |
| 16   | 6월 22일  | 2.2%            |
| 16   | 6월 22일  | 3.6%            |
| 17   | 6월 29일  | 2.5%            |
| 17   | 6월 29일  | 4.9%            |
| 18   | 7월 6일   | 3.4%            |
| 19   | 7월 13일  | 3.6%            |
| 20   | 7월 20일  | 4.3%            |
| 21   | 8월 10일  | 3.6%            |
| 22   | 8월 17일  | 2.8%            |
| 23   | 8월 31일  | 2.7%            |
| 24   | 9월 7일   | 2.4%            |
| 25   | 9월 14일  | 2.5%            |
| 26   | 9월 28일  | 3.1%            |
| 27   | 10월 5일  | 3.3%            |
| 28   | 10월 12일 | 2.7%            |
| 29   | 10월 19일 | 2.7%            |
| 30   | 10월 26일 | 2.4%            |
| 31   | 11월 9일  | 2.7%            |
| 32   | 11월 16일 | 2.6%            |

## 결방 사유 및 편성 변경

### 2021년
- 3월 30일 : 서울시장 보궐선거 후보자 토론회 중계방송으로 인한 결방.
- 7월 27일 ~ 8월 3일 : 도쿄 올림픽 중계방송으로 인한 결방.
- 8월 24일 : 2020 도쿄 패럴림픽 개회식 중계방송으로 인한 결방.
- 9월 21일 : 추석 특선 영화 《담보》 편성으로 인한 결방.
- 11월 2일 : MBC 스포츠 2021년 KBO 리그 와일드카드 결정전 2차전 키움 히어로즈 VS 두산 베어스 중계방송으로 인한 결방.

## 제작진
- 연출 : 정다히, 한영롱